# 넥센 히어로즈의 트레이드 파동

넥센 히어로즈의 트레이드 파동은 대한민국의 프로 야구 리그 KBO 리그에 참가하고 있는 팀인 키움 히어로즈가 우리~넥센 히어로즈 시절인 2008년부터 2018년까지 자금난을 해소하기 위해 주전 선수들을 팔아 현금과 보상 선수를 데려온 일련의 사건이다. 넥센 히어로즈는 2008년부터 KBO 리그에 참가한 팀으로서, 센테니얼 인베스트먼트가 KBO를 설득하여 자금난에 빠진 현대 유니콘스를 해체하고 선수단을 인계하여 재창단했다.
그러나 2007년 재정난을 겪던 현대 유니콘스와 마찬가지로 넥센 히어로즈는 스폰서 문제 이후 자금난에 시달렸다. 2008년 2월부터 우리담배가 스폰서를 맡았지만 여러 문제로 같은 해 시즌 중 계약을 해지했고, 2010년 시즌 시작 전 넥센타이어가 메인 스폰서를 맡아 넥센 히어로즈로 팀명을 변경하였지만 그 이후에도 여러 차례 자금난 논란이 계속되었다. 그 전에 창단 첫 해부터 현금을 기본으로 하는 대형 트레이드를 여러 차례 시도하였고 2010년 시즌 시작 전에 장원삼, 이택근, 이현승, 마일영을 현금 트레이드 시켰다. 이 트레이드들로 받은 이적료는 공식적으로만 58억 원이다.
그 이후에도 황재균, 고원준, 송신영, 김성현, 김병현, 강윤구, 윤석민, 김세현을 많은 논란 속에 트레이드로 타구단에 이적시켰는데, 이러한 트레이드가 진행될 때마다 현금이 포함되었을 거라는 의혹이 강하게 제기되었다. 결국 2018년 5월, 강윤구와 윤석민의 트레이드에서 현금 1억 원과 5억 원이 발표되지 않은 것이 알려지는 것을 시작으로, 모든 트레이드에서 총 131억 5천만 원의 금액이 발표되지 않은 채 트레이드가 진행된 것이 알려졌다.

## 배경

### 2008년 7월
2008년 7월, 메인 스폰서였던 우리담배가 히어로즈프로야구단의 가입금 미납부로 스폰서 계약을 해지하는 등, 여러 문제로 운영 자금이 궁해진 히어로즈는 노장인 송지만 선수와 이숭용 선수를 트레이드하여 자금난을 피할 계획을 세웠다. 히어로즈는 LG 트윈스에 오른손 거포 송지만 선수를 주고 이성열, 심수창, 현금 10억 원을 받을 것을 제의했지만, LG 트윈스의 김영수 사장이 너무 무리한 요구라며 반대해 무산되었다. 한편으로는 SK 와이번스에 이숭용 선수와 포수 정상호 선수의 맞트레이드를 히어로즈 이광환 감독과 SK 김성근 감독이 합의했으나, 히어로즈 구단의 임원이 현장끼리 진행되던 계약에 끼어들어 SK 와이번스에 이적료 1억 원을 더 요구하면서 트레이드가 무산되었다. 이 사실은 넉달 후인 2008년 11월 장원삼 트레이드 파문 때 밝혀졌다. 이후 SK 와이번스를 상대로 한 트레이드는 히어로즈가 포수난을 겪게 되어 2012년에 SK 포수 최경철과 히어로즈 투수 전유수를 상대로 성사되었으며, 이 트레이드는 별다른 논란 없이 성사되었다.

### 2008년 스토브리그
2008년 11월 14일, 히어로즈와 삼성 라이온즈는 대한민국 야구계를 깜짝 놀래킨 대형 트레이드를 성사시켰다. 트레이드 내용은 히어로즈가 팀의 좌완 에이스인 장원삼을 삼성에 내주는 대신, 삼성은 좌완 투수 박성훈과 이적료 30억 원을 히어로즈에 건내는 것이었다.  장원삼은 현대 유니콘스에서 2006년에 데뷔한 좌완 기교파 투수로 데뷔 시즌에 12승에 평균자책점 2.85를 기록하며 화려하게 데뷔하였고, 또한 2006년 아시안 게임과 2008년 하계 올림픽에도 대한민국 야구 국가대표팀에 발탁되어 네덜란드 전에서 8이닝 동안 무실점으로 콜드 게임 완봉승을 거두는 등의 활약을 보였고, 또한 올림픽 금메달로 병역 혜택도 받은 에이스 투수였다.
이러한 에이스 좌완투수와 1군에서 단 1승도 없었던 무명 좌완투수 박성훈을 상대로 한 현금 트레이드는 이전에는 잠잠했던 이적 시장에 큰 파문을 일으키기에 충분한 사건이었다. 취임 이후 선수들과 함께 마무리 훈련 중이었던 김시진 히어로즈 신임 감독은 허탈함을 감추지 못하였다. 한편으로는 더 이상의 현금 트레이드는 없다는 구단의 말에 애써 담담해 하였고, 현실을 직시해야 한다며 안타까운 현실에 답답해 하였다. 이 일로 두 구단은 많은 비판에 휩싸이게 되었는데, 이에 대해 삼성과 히어로즈 양 구단은 “전혀 문제가 없다”며 KBO에 트레이드 승인을 요구하였다. 한편 KBO는 트레이드를 강행하는 삼성과 히어로즈의 트레이드에 당황함을 감추지 못하였다. 또한 6개 구단의 승인 보류를 하라는 반발에 대책회의를 열어 승인 여부를 논의하였다. 큰 관심 속에서 결국 대책 회의는 결론 없이 끝이 났다. KBO는 트레이드 승인을 유보하며 11월 19일에 최종 결정하기로 하였다. 사건이 길어지자 트레이드 당사자인 박성훈 선수 또한 보류되어 있는 트레이드에 당황함을 표색하는 등, 트레이드는 미궁 속에 빠졌다. KBO는 11월 19일에 이사회를 열면서도 다시 다음 날인 11월 20일에 결정하기로 하며 승인을 보류하였고, 다음 날에도 다시 11월 21일로 결정을 미루며 야구계의 혼란을 증폭시켰다.
최종 승인권자인 신상우 총재는 “트레이드 불가”로 결론을 내린 후 총재직에서 사임하였다. 장원삼과 박성훈은 다시 원 소속 팀인 히어로즈와 삼성 라이온즈로 각각 복귀하였고, 또한 이적료 30억 원도 반환된 것으로 알려지면서 양 선수들과 구단, 야구팬들에게 상처를 입힌 트레이드 사건은 끝났다.
시간이 흐른 2012년, 그 해 1군에서 첫 승을 올리고 팀의 필승조로 활약하며 데뷔 이래 최고의 시즌을 보내고 있던 박성훈은 인터뷰에서 트레이드 관련 이야기를 하기도 했다. 당시 히어로즈 투수코치였던 정민태가 일 년 후 다시 트레이드가 시도될 수도 있어서 많은 신경을 써 주었고, 인터뷰를 통해 함께 현금 트레이드로 히어로즈로 온 김상수에게 미안한 마음을 전하기도 했다. 자신의 추천으로 함께 히어로즈에 왔기 때문이다.

### 2009년 스토브리그

#### 3인 트레이드

현대 유니콘스 시절의 이현승

장원삼 사태 당시는 히어로즈가 KBO에 가입금 납부를 완료하지 않은 상태로써, 히어로즈가 정식 구단으로 인정받지 못했었다. 그렇기에 히어로즈를 관리·감시해 왔던 KBO가 그들의 선수 장사를 막을 수 있었다. 그러나 2009년 KBO 리그 시즌이 막을 내린 뒤, 히어로즈가 구단 가입금을 서둘러 완납하겠다는 의지를 보이면서 2008년에 이은 트레이드 폭풍이 몰아칠 것이라는 우려가 터져 나왔다.
애초에 ‘네이밍 스폰서’를 구해 자금을 충당할 계획이었던 히어로즈는 그 계획이 힘들어지자 팀명을 서울 히어로즈로 변경 및 고정시키고 정식 구단으로서의 권리를 사용하겠다는 의지를 보였다. 그러나 결국 정식 구단명은 '히어로즈'로 정해졌다. 이어 장원삼, 이현승 등 좌완 선발 투수가 많았던 히어로즈가 요미우리 자이언츠 출신 좌완 투수 용병인 에이드리언 번사이드와 계약하기로 하면서, 트레이드설은 급속도로 불기 시작하였다.
언론에서는 장원삼이 2008년 트레이드 소동이 있었던 삼성 라이온즈로, 2009 시즌 골든 글러브 상까지 수상한 팀 내 최고 타자인 중견수 이택근은 LG 트윈스로, 마지막으로 2009 시즌 좌완 에이스 역할을 했던 이현승은 두산 베어스로 트레이드된다는 구체적인 사실까지 발표하기까지 이른다. 이에 대해 히어로즈의 이장석 대표도 관련 사실을 시인하였다. 히어로즈가 트레이드를 천명하자 나머지 7개 구단이 눈독을 들이며 히어로즈에 접근하였다. 다행히도 히어로즈는 젊은 나이에 뛰어난 활약을 보여 줌으로써 훗날 리빌딩 및 전력의 기둥으로 세우려 하는 내야수 황재균과 강정호, 그리고 히어로즈 최초 1차 지명 선수인 좌완 투수 강윤구는 “트레이드 불가” 선수로 못박아 두었다. 이러한 트레이드 소식에 착잡해진 김시진 감독은 실망스러움을 애써 감추려 노력하였다.
12월 18일에는 이택근 선수가 LG 트윈스로 이적한다는 확정 보도가 나면서 야구 관계자들이 깊은 우려를 나타내었다. 이때 히어로즈는 남은 가입 납부금 36억 원 중 30억 원을 같은 서울 연고 팀인 두산 베어스와 LG 트윈스에게 서울 입성금으로 15억 원씩 나누어 납부함으로써, 트레이드는 일사천리로 전개되어 갔다. 구체적인 이적 내용은 히어로즈가 이택근을 LG 트윈스에게 내주는 대신, LG 트윈스는 이적료 25억 원과 선수 2명(포수 박영복, 외야수 강병우)을 히어로즈에게 내준다는 내용이었다. 그러나 KBO는 히어로즈가 KBO에게 납부하지 않고 두산 베어스와 LG 트윈스에게 직접 납부했다며 다시 분납금을 납부하라고 통지하였다. 그리고 트레이드는 분납금 납부 완료시까지 보류하기로 하였다.

현대 유니콘스 시절의 이택근

한편, 이택근의 LG행 트레이드에 제동이 걸리면서 소문으로만 퍼져 있었던 장원삼과 이현승의 트레이드에도 영향을 끼쳤다. 나머지 5개 구단도 가입금 납부가 우선이라면서 반발하였다. 그런데 그 동안 히어로즈의 전신격인 현대 유니콘스가 서울에 입성하지 못하고 수원시에 임시 홈 구장으로 있었기 때문에 인천광역시·경기도·강원도의 연고권을 가지고 있는 SK 와이번스가 자신들이 연고권 침해의 피해를 보았다고 주장하였고, 또 SK 측은 법정 이자율까지 약 63억 원 중 일부의 보상을 요구함으로써 가입금 관련 문제는 좀 더 꼬여졌다. 이어, 12월 내에 가입금 미납시에 히어로즈의 KBO 회원 박탈론까지 나오면서 긴장감은 한층 더 고조되었다. 가입금 관련 문제로 인해 12월 21일, 긴급 이사회를 열었던 KBO는 결론을 도출하지 못하고 결정을 뒤로 미루었다.
가입금 문제는 대략적으로 총 27억을 받은 두산과 LG가 7억 원을 야구발전 기금으로 KBO에 납부하고 KBO는 SK에게 20억 원을 돌려 줌으로써 각 팀당 20억씩 받게끔 구두 합의를 보았다. KBO는 12월 30일에 관련 사건을 합의하기로 하였고, 최대 3명까지의 트레이드만 허용한다는 틀이 완성되었다. 2009년 12월 30일에 열린 이사회에서 결국 미납금 사건을 해결함으로써 KBO는 히어로즈에게 트레이드 신청서 제출을 요구하였다. 애초의 구두 합의와는 달리 사실상 두산 베어스와 LG 트윈스는 22억씩, SK 와이번스는 16억씩 받았다. 이에 히어로즈는 이택근, 장원삼, 이현승의 트레이드 요청서를 제출하고 KBO가 그날 바로 승인하였다.
이 트레이드로 히어로즈는 이택근이 LG 트윈스로 가면서 LG 트윈스로부터 이적료 25억 원과 포수 박영복, 그리고 외야수 강병우를 받았다. 또한 삼성 라이온즈로 가게 된 장원삼 대신 삼성 라이온즈로부터 투수 김상수와 박성훈, 그리고 이적료 20억 원을 받았다. 마지막으로 이현승은 두산 베어스로 이적하고 좌완 투수 금민철에 이적료 10억 원을 받는 트레이드를 최종 완료했다.

#### 한화와의 트레이드
2009 시즌에 4강 싸움을 벌이다 뒷심 부족으로 6위로 마감하였고, 시즌 후 넥센 타이어를 메인 스폰서로 유치하여 팀명도 변경한 넥센 히어로즈는 시범경기 기간 중이던 2010년 3월 12일, 넥센 히어로즈의 마일영과 한화 이글스의 마정길에 이적료 3억 원을 추가한 현금 트레이드를 성사시켰다. 2009 시즌에 최하위를 기록한 한화는 5.70의 팀 방어율을 기록 한데다가 선발과 불펜이 모두 부족하였고, 그렇기에 선발과 중간을 오가는 멀티 플레이어가 절실한 시점이였다. 또한 넥센은 박준수의 부상, 조용훈의 입대 등으로 언더핸드 투수가 필요하여 마정길을 트레이드 카드로 맞췄다. 실제로는 2009년 12월에 마일영을 한화로 보내기로 합의되었던 트레이드였고 한화 이글스에서 보낼 선수가 정해지지 않았었는데, 나중에 마정길을 맞바꾸기로 하면서 트레이드 카드가 맞게 되었다. 사실 2009년 12월, 3명의 대형 현금 트레이드 사태에서 많은 구단들이 히어로즈에게 접근했었는데, 그 중에 한 팀이 투수 마일영에게 접근한 사실이 포착되었었다. 이 사실은 2010년 3월에 이르여서야 마일영의 연고지 팀인 한화 이글스가 그 구단이였음이 밝혀졌다. 한편 새로운 스폰서가 되었던 넥센타이어는 이 트레이드에 대해서 알지 못하고 있었다.

### 2010년 7월

현대 유니콘스 시절의 황재균

넥센 히어로즈는 2010 시즌 초반에 트레이드로 두산 베어스에서 이적해 온 금민철의 활약 등으로 승승장구하다가 첫 고비를 넘지 못하고 7연패를 당하는 등 부진을 겪고 있었다. 이에는 2009년에 좋은 활약을 보여 준 내야수 황재균이 원래 가지고 있던 왼쪽 손목의 통증으로 전력에서 빠진 것도 한 가지 이유였다. 또한 황재균은 기대 이하의 활약에 7월 초에 2군으로 내려갔다. 넥센이 하위권에 머무르며 전반기가 거의 종료되고 있던 2010년 7월 20일, 주전 3루수 이대호의 수비 능력 부족과 주전 유격수 박기혁의 부상으로 내야진의 불안을 겪고 있던 롯데 자이언츠는 넥센 히어로즈와 내야 강화를 위한 트레이드를 단행했다. 형식적으로는 이적료가 없는 2:1 선수 트레이드였으며, 넥센은 유격수 겸 3루수인 황재균을 내주고 롯데는 백업 내야수 김민성과 유망주 투수 김수화를 내주며 트레이드가 성사되었다. 이것은 넥센 히어로즈가 구단 차원에서 롯데 자이언츠와 협상한 것이며, 넥센의 감독인 김시진은 협상의 진행상황을 전혀 모르고 있었다.
이 트레이드에 대해 김시진 넥센 히어로즈 감독은 아쉬움을 표했다. 2010 프로야구의 이적 마감시한은 7월의 마지막 날인 31일 까지였는데, 전날 트레이드의 내용을 전달받은 김시진 감독은 트레이드 성사가 하루만에 이루어질지 몰랐다며 구단에게 소통의 부재에 대해 불만을 토로했다. 롯데 자이언츠는 2009년 트레이드 파동 때도 황재균을 영입하려고 시도했었으며, 당시에는 넥센의 트레이드 불가 방침으로 무산된 바가 있다. 게다가 황재균은 2009년 이택근, 장원삼, 이현승이 타 구단으로 현금 트레이드될 시점에 강윤구, 강정호 등과 함께 트레이드 불가 선수로 구단이 못박았던 넥센의 미래 전력이어서 야구팬의 반응이 거셌다. 반면 롯데의 제리 로이스터 감독은 황재균이 2군에 머물러있던 선수였다며, 김수화와 김민성과 타자의 무게감에 대한 형평성이 맞다고 반박하였다.
겉으로는 선수간의 2:1 트레이드였지만 넥센이 "강정호와 황재균은 한 명당 100억 원"이라고 못박았던 황재균이라 현금 트레이드의 의혹이 일었다. 반면 일각에서는 선수끼리 이루어진 철저한 전력 보강차원의 트레이드라며 맞섰고, 이로써 넥센은 곧바로 황재균의 공백을 매울 유틸리티 내야수인 김민성과 불안한 마운드에 보탬이 될 김수화를 얻게 되었다며 윈-윈(Win-Win) 트레이드라며 반박하였다. 갑작스러운 트레이드에 트레이드 당사자인 황재균도 전혀 몰랐다며 심경을 밝혔다. 한편 트레이드의 최종 승인권을 가지고 있는 KBO는 "전력 보강용 트레이드임이 밝혀지면 승인하겠다."라며 신중히 검토해보고 승인 여부를 결정짓겠다는 의지를 보였다. KBO는 7월 21일에 트레이드 최종 승인 여부를 다음 날인 22일로 미루고 의혹이 일고 있던 뒷돈에 대한 조사를 하겠다고 밝혔다. 이 트레이드 보류에 롯데 자이언츠의 제리 로이스터 감독은 승인이 늦춰진다고 불만을 토로하며, 타 구단과 비교해 형평성이 떨어진다며 KBO를 비판했다.
KBO는 22일에 이 트레이드를 합법적인 트레이드로 간주하고 승인 처리하였다. KBO는 다량의 트레이드를 우려해 2010 시즌이 끝날 때까지 넥센 히어로즈의 트레이드를 금지하는 각서를 넥센 측에서 얻어내었다. 7월 24일에 열릴 예정인 2010년 올스타전에서 넥센 히어로즈 소속으로 올스타로 뽑혀 웨스턴 리그 소속으로 출전할 예정이었던 황재균은 이스턴 리그에 속해있는 롯데 자이언츠로 이적함에 따라 올스타전을 이스턴 리그 소속으로 출전하게 되었다. 1명이 추가된 이스턴 리그에 비해 1명이 빠진 웨스턴 리그는 김선빈과 오지환을 추가해 균형을 맞추었다. 롯데에 합류해 있던 황재균은 그 날 바로 한화 이글스와의 경기에 2번 타자 3루수로 선발 출전하여 안타도 기록하였다. 로이스터 감독은 3루수와 유격수 겸업을 시사하였다.
이러한 트레이드의 여파로 넥센 히어로즈는 전력이 대거 이탈한 상황에서 2010 시즌 정규 리그 7위에 그쳐 4강 플레이오프 진출에 실패하였다.

### 2010년 스토브리그
2010 시즌이 한국시리즈를 끝으로 종료되자 새로운 시즌을 위한 스토브리그가 시작되었다. 유수의 트레이드 경험이 있는 넥센에게 트레이드 제의가 쏟아진 것으로 밝혀졌다. 문의 받은 선수들로는 2010년 구원왕에 오른 손승락, 국가대표로 출장한 바 있는 유격수 강정호, 신인 투수 고원준, 김성현 등인데, 구단주 이장석은 강정호를 따로 불러 트레이드는 없을 것이라고 약속한 대신 손승락 등은 트레이드 카드에 따라 이적할 수도 있다고 했다. 넥센의 조태룡 단장도 "손승락을 데려가는 팀은 최소한 중심 타자 중 1명을 내줘야 격이 맞는다" 라고 발언하며 돈에 좌지우지되는 트레이드는 없다고 밝혔고, 손승락과 강정호를 팀의 간판이라고 칭하며 대신 급이 맞는 선수와 맞트레이드는 추진하겠다는 의사를 밝혔다.
언론을 통해 트레이드 설이 자꾸 불거지자 조태룡 단장은 아예 아무런 트레이드도 없을 것이라며 선수 간 맞트레이드의 가능성마저 일축했다. 조 단장은 현재로선 트레이드 계획이 없다며 또한 넥센 타이어의 스폰서와 많은 서브 스폰서들, 또 구단 수익이 증가해 재정적으로 아무런 문제가 없어 현금트레이드가 없을 것이라고 밝혔다.
2010년 아시안 게임이 종료되자 일부 구단이 노골적인 관심을 드러내며 두 선수에게 접근하기 시작했다. 2010년 아시안 게임 야구 대표팀으로 참가했던 강정호는 금메달을 목에 걸며 병역 혜택을 받아 몸값이 급등했다. 손승락과 함께 2010년 투타 고과 1위에 올라 연봉 상승도 예약된 강정호는 팀의 사실 부인에도 불구하고 계속해서 고향 팀인 KIA 타이거즈로의 트레이드 설에 휩싸였다. KIA가 거의 공백 상태인 유격수 보강에 나설 것이라는 설과 함께 마무리 손승락은 LG 트윈스와 구체적인 협상까지 오고 간 것으로 알려졌다. LG가 마무리 보강을 위해 넥센에게 접근했는데 넥센의 무리한 요구 탓에 협상이 결렬되었다. 이 트레이드는 현금 트레이드로 알려졌는데, 반면 넥센 구단은 LG가 먼저 접근해서 협상을 했고 전력 보강 외에 현금 트레이드는 고려하지 않았다고 반박했다. 넥센은 4강을 노리기 위한 전력보강 트레이드 외에 현금 트레이드는 하지 않겠다고 밝혀왔는데, LG에게 작은 이병규를 요구하다가 LG의 트레이드 불가 방침으로 무산되었다고 밝히며 현금 트레이드 시도 사실을 부인했다. KBO는 12월 14일 이사회에서 논의를 거쳐 트레이드에 관한 입장을 발표할 예정으로 알려졌다.
12월 20일에 넥센 히어로즈는 고원준을 롯데 자이언츠에 내주는 대신 박정준과 이정훈을 받는 2:1 트레이드를 성사시켰다. 선수 트레이드로 밝혔으나 현금 트레이드 의혹이 일고 있다. 2010년에만 롯데에 유망주라 할 수 있는 황재균과 고원준을 연달아 보내며, 넥센과 롯데 구단 측에서는 현금 트레이드가 아닌 순수한 선수 간의 트레이드라고 주장했지만, 롯데 팬을 제외한 대다수의 팬들과 야구 관계자들은 뒷돈이 끼어 있을 가능성이 크다고 비난하였다. 특히 웹툰 작가인 최훈은 네이버에 올리고 있는 자신의 프로야구 웹툰에서 '현금 트레이드가 아니라면 단장이 호구'라는 직접적인 표현을 사용하여 많은 네티즌들의 공감을 받았다.

### 2011년 7월

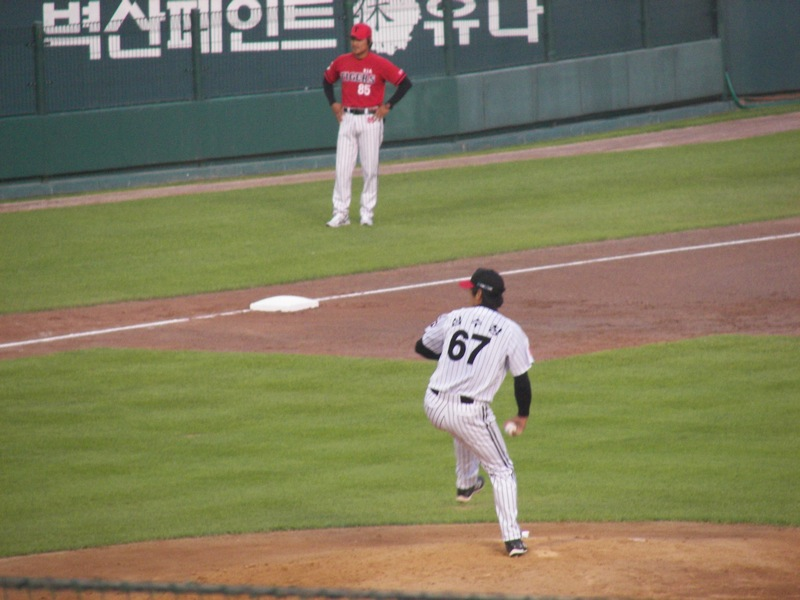
2005년 1월 8일, LG 트윈스 소속으로 KIA 타이거즈를 상대로 공을 던지고 있는 심수창.

7월 31일, 8개월 동안 잠잠하던 트레이드 논의는 트레이드 마감 기한인 7월 31일 자정을 앞두고 LG 트윈스와 맞트레이드가 성사되는 것으로 다시 수면 위로 올라왔다. 밤 9시 10분에 합의된 이 거래는 형식적으로 현금 트레이드가 아닌 선수 간 맞트레이드였다. LG는 투수 심수창과 유망주 거포 1루수 박병호를 내줬고, 이에 넥센은 불펜 투수인 송신영과 유망주 선발 자원인 김성현을 내줘 2:2 트레이드가 성사되었다. 4강을 노리던 LG는 그 날 우천으로 경기가 없었지만 승리를 거둔 5위 롯데 자이언츠에게 덜미를 잡혀 공동 4위 자리를 헌납했고, 그동안 불안했던 불펜진을 보강하기 위해 박종훈 감독은 넥센의 핵심 불펜인 송신영과 선발로 기대를 모으고 있는 김성현을 데려와 마운드를 보강했다. 최하위로 처진 넥센은 17연패를 기록 중이지만 노련하고 준수한 선발 투수인 심수창과 중심 타선을 보완하기 위해 거포 유망주로 기대를 모으고 있는 박병호를 영입해 투타 모두 전력 보강을 꾀했다. 한편, 넥센과 LG는 서로에 각각 도움이 되는 트레이드라고 밝혔으나, 심수창은 17연패를 기록 중이었고, 박병호는 장타력을 갖추었으나 통산 타율이 1할에 그치는 것으로 보아 LG에 유리한 트레이드라는 의견도 있었다. 타구단에서는 LG가 훨씬 이득인 트레이드라는 의견을 밝히며 반발했고, 야구계도 균형이 맞지 않는다는 점을 들어 현금 트레이드가 아니냐는 의심을 거두지 못했다. 넥센과 LG는 현금이 전혀 포함되지 않은 선수 간 맞트레이드라 밝혔고, 넥센은 오히려 손승락을 트레이드 시도할 때는 현금 트레이드를 거부하고 선수 트레이드를 고집했다고 항변하기도 했다.
2011년 시즌 이후 FA를 선언한 이택근의 넥센 복귀, 송신영의 한화 이적에 이어 2012년 시즌 시작 전 떠들썩하였던 경기조작 사건으로 인해 LG 트윈스는 전년도에 넥센에서 트레이드로 영입한 투수 김성현을 잃게 되고, 넥센으로 이적한 박병호가 이후 4년 연속 홈런왕을 차지하는 등 기량이 만개하여 LG와 넥센이 2011년에 단행한 트레이드는 LG에게 완전히 실패한 트레이드가 되고 말았다.

### 2012년 이후
공식적인 현금 트레이드이거나 현금 트레이드로 의심된 2011년 이전의 트레이드와는 달리, 넥센은 2012년 이후에 트레이드를 별 논란 없이 구단의 전력 보강의 주요한 요소로 활용하고 있다. 2012년 5월 1일에는 상대적으로 부족한 포수 자원을 보강하기 위해 SK 와이번스와 진행된 트레이드에서 전유수를 보내고 최경철을 받아오는 트레이드를 진행하였는데 이전의 트레이드들과는 달리 별다른 잡음이 발생하지 않았다. 7월 9일에 두산 베어스와 이루어진 트레이드에서는 내야 유망주 오재일을 보내고 20홈런을 기록한 강타자 이성열을 영입하여 야구 관계자들을 놀라게 하였으며, 동년 11월 18일에는 NC 다이노스가 구단 역사상 첫 트레이드를 넥센 히어로즈와 진행하였는데, 넥센은 투수 임창민과 내야수 차화준을 보내고 투수 김태형을 받아오는 트레이드를 진행하였다.
2013년 4월 18일에는 개막 이후 내야 자원의 부족함을 느낀 NC 다이노스와의 트레이드를 진행하였는데, 넥센은 이 과정에서 외야수 박정준, 내야수 이창섭, 내야수 지석훈을 NC로 보내고 투수 유망주인 신재영과 2011년 트레이드로 LG 트윈스로 보낸 송신영을 영입하였다. 지석훈은 현재까지도 NC 내야진의 주전과 백업을 오가는 멀티 플레이어로 활약하고 있으며. 송신영은 2013년 팀의 핵심 중간 계투로 활약하며 구단 역사상 첫 포스트시즌을 이끌었고, 신재영은 트레이드 당해에는 별 활약이 없었지만 경찰 야구단을 제대한 이후인 2016년에 풀타임 선발투수로 활약하며 신인왕을 차지하여 대표적인 윈윈 트레이드로 남게 되었다. 이후 4월 24일에는 전년도에 트레이드로 영입한 최경철을 LG 트윈스에 보내고 내야 유틸리티 플레이어인 서동욱을 영입하였다. 서동욱은 6월에 발가락 부상으로 이탈한 팀의 주전 2루수인 서건창의 부상을 훌륭하게 메워주었으며, 최경철은 포수 자원이 부족한 LG 트윈스에서 맹활약하며 양팀간의 윈윈 트레이드라는 평가를 받게 하였다. 시즌이 끝난 11월 26일에는 외야수 장민석을 두산 베어스에 보내고 내야수 윤석민을 영입하였는데, 2017년 윤석민은 팀의 중심 타자로 활약하여 이 역시 성공적인 트레이드 사례로 평가받는다.
2014년 2월 11일에는 kt 위즈가 구단 역사상 첫 트레이드를 넥센 히어로즈와 진행하였는데, 넥센 히어로즈는 팀에서 입지가 줄어든 조중근을 아무 조건없이 kt로 무상 트레이드를 하기로 합의하였다. 4월 10일에는 베테랑 투수 김병현을 KIA 타이거즈에 보내고 유망주 투수인 김영광을 영입하였다. 2015년 4월 8일에는 한화 이글스와 2대1 트레이드를 진행하였는데, 외야수 이성열과 포수 허도환을 보내고 투수 양훈을 받아오는 트레이드였다. 양훈은 후반기에 1군에 합류해 16경기 38.1이닝 2승 1패 1.41의 평균자책점의 좋은 성적으로 팀 선발진에 합류해 포스트시즌까지 좋은 활약을 펼쳤다.
2016년 3월 22일에는 메이저 리그로 진출한 박병호의 공백을 막기 위해 투수 김대우를 보내고 내야수 채태인을 영입하는 트레이드를 삼성 라이온즈와 합의하였다. 이 과정에서 팀 내 내야수인 서동욱의 입지가 불안하게 되자, 동년 4월 6일에 구단과 염경엽 감독은 서동욱을 내야수 자원이 부족한 KIA 타이거즈로 대승적인 차원에서 무상 트레이드를 진행하였다.
2017년 3월 17일에는 과거 트레이드 불가 자원으로까지 지정했던 강윤구가 군 제대 이후에도 부진하자, NC 다이노스의 투수 김한별과의 1대1 트레이드를 진행하였다. 시즌 개막 이후인 2017년 5월 18일에는 즉시 전력감이 필요한 넥센과 유망주가 필요한 SK의 이해관계가 맞아 떨어져 토미 존 서저리 이후 재활 중인 김택형을 SK로 보내고 김성민을 받아오는 트레이드에 합의하였다.
2017년 7월 7일에는 2016년도에 4번 타자를 맡았던 윤석민을 kt로 보내고 작은 정대현, 서의태를 영입하는 1대 2 트레이드를 단행했다. 트레이드 당시 넥센은 타선의 폭발력으로 연승 가도를 달리고 있었는데, 팬들은 왜 하위타선의 중심타자를 주고 검증되지 않은 신인과 곧 군입대를 앞둔 투수를 영입했냐고 감독과 구단주를 책망하기도 했다. 이 트레이드는 2012년 이후 현금 트레이드를 하지 않았던 넥센이 서동욱의 무상 트레이드와 함께 묶여 선수를 주면서 현금을 받는 트레이드를 한 것이 아니냐는 의심을 받게 만들었다.

## 2018년에 밝혀진 추가 현금 트레이드
2010년 3월에 진행된 마일영의 현금 트레이드 이후 넥센 히어로즈는 공식적인 현금 트레이드를 진행하지 않았지만, 균형이 맞지 않는 트레이드를 여러 차례 진행하였기 때문에 실제로는 현금이 포함된 트레이드일 것이라고 많은 팬들과 전문가들이 예상하였다. 실제로 2011년 11월, 중앙일보는 기사를 통해 송신영 트레이드 당시 15억 원이 포함되었다고 언급하였고, 이후 2018년 3월에는 송신영이 은퇴 이후 모교인 고려대학교의 잡지 《SPORTS KU》와 진행된 인터뷰에서 현금 15억 원이 포함되었다고 언급하였다. 2017년 7월에 진행된 두 차례의 트레이드에서도 현금이 포함되었다는 의혹이 제기되었는데, 넥센의 고형욱 단장은 그와 관련된 질문에 현금이 포함되지 않았다고 자신있게 말할 수 있다면서 관련된 의혹을 부인하였다.
그러나 2018년 2월 넥센 히어로즈의 이장석 대표이사가 횡령 등의 혐의로 법정 구속되었고, 그와 관련된 검찰의 수사와 언론의 보도가 진행되던 도중, 5월 28일 KBS는 넥센 히어로즈가 뒷돈을 받고 트레이드를 진행하였다는 단독 보도를 내보내었다. 2017년 3월 강윤구 – 김한별 트레이드 당시에 알려진 것과는 달리 실제로는 현금 1억 원을 NC로부터 받았고, 2017년 7월 윤석민 – 정대현, 서의태 트레이드 당시에 현금 5억 원을 kt로부터 받았다는 것이다. 거기에 현금 트레이드로부터 발생한 6억 원의 0.5%인 3백만원을 이장석 대표이사와 고형욱 단장이 각각 인센티브로 지급 받았다는 것도 추가로 밝혀졌다. 이에 대해서 고형욱 단장은 발표하지 않은 금액인 6억 원을 NC와 kt로부터 각각 수령했다는 것은 인정했지만, 인센티브를 받았다는 사실은 부인하였다.
이어 엠스플뉴스는 이와 같은 사실이 밝혀지기 직전 넥센 히어로즈가 KBO에 새로 작성한 트레이드 계약서를 다시 보냈고, 넥센의 현금 트레이드가 추가로 있다는 보도를 내보내었다. 트레이드의 당사자인 NC와 kt는 트레이드 과정에서 뒷돈을 보낸 사실을 인정하고 사과하였으며 KBO에 사건과 관련된 경위서를 제출하였다. 또한 먼저 현금이 포함된 트레이드를 요구한 건 넥센이며, 현금이 포함된 트레이드를 KBO에 알리지 말라고 요청하였다고 밝혔다. 특히 kt와 진행한 윤석민 – 정대현, 서의태 트레이드는 2016년 12월과 2017년 5월에 각각 넥센이 먼저 현금이 포함된 트레이드를 제안하였으며, kt는 두 차례 트레이드 제안을 모두 거절했지만 2017년 6월부터 팀이 계속된 부진으로 연패에 빠지자 결국 현금이 포함된 트레이드를 합의하였다고 밝혔다.
강윤구와 윤석민의 트레이드가 현금 트레이드로 밝혀짐에 따라, 과거 넥센이 진행한 여러 트레이드도 현금이 포함되었다는 의심을 받게 되었다. 이에 관련해서 SK는 김성민 – 김택형 트레이드는 단순 전력 보강 차원의 트레이드라고 항변했으며, KIA 역시 김세현, 유재신 – 이승호, 손동욱 트레이드에 현금이 포함되지 않았다고 밝혔다. 이어서 송신영 트레이드에서도 현금 15억 원이 포함되었다는 보도가 나왔으며, 2010년 7월에 진행된 황재균 트레이드 당시에 현금 20억 원이 건내졌다는 증언이 전 롯데 자이언츠 관계자에게서 나왔다. 이어 5월 30일에는 SBS가 지금까지 언급된 트레이드 이외에도 현금이 포함된 트레이드가 더 많다는 내용을 단독 보도하였다.
5월 30일 KBO 10개 구단의 단장들은 긴급 회동을 가져서 그동안 진행되었던 트레이드의 미발표 현금액을 발표하였다. 발표 결과, 공식적으로 발표한 금액 외에도 131억 5천만 원의 금액이 넥센 히어로즈에 건내졌는데, 현금이 공식적으로 발표되었던 이택근, 장원삼, 이현승, 마일영 트레이드에서도 적게는 9억 5천만 원, 많게는 20억 원까지 축소해서 발표하였으며, 많은 사람들이 현금이 포함되었을 거라고 예상한 황재균 트레이드에서는 20억 원, 고원준 트레이드에서는 19억 원, 송신영 트레이드에서는 15억 원이 발표되지 않은 채 트레이드가 진행되었다. 그 외에도 2012년 11월에 NC와 진행된 임창민 트레이드에서 7억원, 2014년 4월에 KIA와 진행한 김병현 트레이드에서 5억 원, 2018년 1월에 롯데와 진행한 채태인 트레이드에서도 2억 원의 현금을 발표하지 않고 받았다는 것이 밝혀졌다.
이와 같은 논란이 계속되자 KBO는 5월 29일 전문가들로 구성된 특별조사위원회를 구성하여 사건을 조사하고 넥센 히어로즈가 발표하지 않고 부당하게 챙긴 6억 원을 야구 규약 제1조에 명시된 총재 직권을 사용해 야구발전기금으로 전액 환수하겠다고 발표하였다. 그러나 6억 원 외에도 무려 131억 5천만 원의 금액이 추가로 밝혀짐에 따라 장윤호 사무총장은 특별조사위원회에서 관련 내용을 검토 후에 결정할 것이라고 하였다. 이후 6월 1일에 KBO는 보도자료를 통해 이런 이면 거래 트레이드가 발생한 것에 대한 사과문을 발표하였는데, 직접적인 사과문이나 공식 발표를 하지 않아 논란을 일으켰다.
6월 28일에 열린 특별조사위원회와 상벌위원회 결과, 넥센 히어로즈에 제재금 5천만원, 트레이드에 포함된 현금 거래를 미신고한 SK 와이번스를 제외한 8개 구단에게는 제재금 2천만원을 부과하였고, 이장석 히어로즈 전 대표이사에게 무기 실격을 처분하였다.

## 트레이드 전후 선수들의 성적 변화
- 장원삼의 트레이드 전후 성적 변화[125]

| 연도 | 팀명     | 평균자책 | 경기수 | 승 | 패 | 세 | 홀드 | 완투 | 완봉 | 이닝    | 피안타 | 피홈런 | 4사구 | 탈삼진 | 실점 | 자책점 |
| ---- | -------- | -------- | ------ | -- | -- | -- | ---- | ---- | ---- | ------- | ------ | ------ | ----- | ------ | ---- | ------ |
| 2008 | 히어로즈 | 2.85     | 27     | 12 | 8  | 0  | 0    | 2    | 2    | 167 1/3 | 145    | 9      | 59    | 126    | 54   | 53     |
| 2009 | 히어로즈 | 5.54     | 19     | 4  | 8  | 0  | 0    | 0    | 0    | 91      | 108    | 17     | 37    | 60     | 57   | 56     |
| 2010 | 삼성     | 3.46     | 29     | 13 | 5  | 0  | 0    | 0    | 0    | 151     | 139    | 13     | 49    | 115    | 62   | 58     |

2008 시즌에 2번의 완봉승과 방어율 5위를 기록하며 좋은 성적을 보여준 장원삼은 삼성 라이온즈로 이적이 무산된 2009년에 평균자책점을 5.54나 기록하는 등, 2006년 데뷔 이래 최악을 성적을 보이며 주춤했다. 일부에서는 트레이드 파동으로 혼란을 겪은 것이 부진의 이유 중 하나라고 평가하기도 하고 심지어 일각에서는 태업설까지 제기되었지만 장원삼은 공식적으로 부인하였다. 결국 2009년 12월에 삼성 라이온즈에 트레이드된 뒤 2010년 4월에는 1승 1패에 그치며 부진했지만, 그 이후로 페이스가 상승하며 후반기 7연승도 달리며 13승으로 개인 최다 승을 거두어 승률왕이 된 차우찬과 함께 삼성 라이온즈의 에이스로 거듭나고 팀의 리그 2위에 기여하였다.
반면 넥센 히어로즈로 트레이드된 김상수는 간간히 선발로 출장했지만 1승 2패 6.20 방어율의 초라한 성적을 거뒀고, 박성훈은 불펜으로 나서 1패에 방어율 4.76의 성적을 남겼으며 2012년이 되어서야 데뷔 첫 승을 기록했다.
- 이택근의 트레이드 전후 성적 변화[130]

| 연도 | 소속     | 경기 | 타수 | 득점 | 안타 | 2루타 | 3루타 | 홈런 | 타점 | 도루 | 희생타 | 4구 | 사구 | 삼진 | 병살타 | 실책 | 타율  | 장타율 | 출루율 | 비고          |
| ---- | -------- | ---- | ---- | ---- | ---- | ----- | ----- | ---- | ---- | ---- | ------ | --- | ---- | ---- | ------ | ---- | ----- | ------ | ------ | ------------- |
| 2009 | 히어로즈 | 123  | 456  | 84   | 142  | 26    | 0     | 15   | 66   | 43   | 5      | 64  | 13   | 59   | 13     | 5    | 0.311 | 0.467  | 0.407  | 골든 글러브   |
| 2010 | LG       | 91   | 337  | 66   | 102  | 17    | 1     | 14   | 50   | 14   | 3      | 38  | 4    | 55   | 10     | 6    | 0.303 | 0.484  | 0.377  | 규정타석 미달 |

또한 이택근을 트레이드로 받은 LG 트윈스도 지난 시즌보다 단 한 순위 오른 6위를 기록하며 기대 이하의 성적을 냈다. 이택근은 트레이드되기 전에도 무릎 부상이 있어서 2009 시즌이 끝나고 무릎 수술을 받아 재활하고 있었다. 허리 부상과 함께 큰 부진을 겪으며 시즌 초 방황하다가 시즌 막판에 부활하는 모습을 보여 주었다. 반면 넥센이 데려간 강병우는 처음으로 1군에 올라왔지만 11경기 출전에 그쳤고, 이듬해 시즌 중 웨이버 공시되었으며 2013년 NC 다이노스에 신고선수로 이적했다. 강병우가 쓰던 등번호는 성남고등학교 동창이자 그가 방출당한 후 넥센 히어로즈에 트레이드된 1루수 박병호가 갖고 갔다. 2009년 김태군의 백업으로 간간히 나왔던 포수 박영복도 1군에 올라오지 못하고 2011년 시즌 후 방출당했다. 이택근은 2011년에도 부상으로 LG에서 제 모습을 보여 주지 못했고, 2011 시즌이 끝난 후 FA를 선언했으나 LG와의 입장 차이가 있었다. LG 트윈스와의 협상이 결렬된 후, 4년 간 50억 원이라는 역대 2위급 계약을 맺으며 친정 팀에 돌아왔다.
- 이현승의 트레이드 전후 성적 변화[135]

| 연도 | 팀명     | 평균자책 | 경기수 | 승 | 패 | 세 | 홀드 | 완투 | 완봉 | 이닝   | 피안타 | 피홈런 | 4사구 | 탈삼진 | 실점 | 자책점 |
| ---- | -------- | -------- | ------ | -- | -- | -- | ---- | ---- | ---- | ------ | ------ | ------ | ----- | ------ | ---- | ------ |
| 2009 | 히어로즈 | 4.18     | 30     | 13 | 10 | 0  | 0    | 0    | 0    | 170    | 161    | 25     | 71    | 120    | 84   | 79     |
| 2010 | 두산     | 4.75     | 46     | 3  | 6  | 2  | 4    | 0    | 0    | 77 2/3 | 80     | 8      | 28    | 50     | 45   | 41     |

리그 3위로 플레이오프 진출에 성공한 두산 베어스의 이현승은 2009 시즌에서 13승을 올리며 히어로즈의 에이스 역할을 했던 것과는 달리 시즌 초반에 선발 투수로 나섰지만 삼성전을 제외하고 크게 부진하여 전반기 막판 2군에 내려갔다가 온 후 왼손 불펜으로 돌아섰다. 그 결과 무실점 행진을 펼치는 등 불펜에서는 좋은 모습을 보여 주었다. 어깨 부상과 부진으로 소화 이닝이 반 이상 줄어들었으며, 2011 시즌 후 상무에 입대하게 되어 두산이 지불한 비용에 비해 저조한 효율을 남겼다.
- 금민철의 트레이드 전후 성적 변화[139]

| 연도 | 팀명 | 평균자책 | 경기수 | 승 | 패 | 세 | 홀드 | 완투 | 완봉 | 이닝    | 피안타 | 피홈런 | 4사구 | 탈삼진 | 실점 | 자책점 |
| ---- | ---- | -------- | ------ | -- | -- | -- | ---- | ---- | ---- | ------- | ------ | ------ | ----- | ------ | ---- | ------ |
| 2009 | 두산 | 4.43     | 36     | 7  | 2  | 0  | 0    | 0    | 0    | 83 1/3  | 74     | 7      | 61    | 55     | 44   | 41     |
| 2010 | 넥센 | 4.40     | 24     | 6  | 11 | 0  | 0    | 1    | 1    | 120 2/3 | 118    | 10     | 86    | 86     | 63   | 59     |

만년 기대주로 불렸던 금민철은 이적 직후 허약한 넥센 히어로즈 마운드에서 선발을 꿰차고 시즌 초반 호투를 거듭하여 생애 첫 완봉승을 거두는 등 팀의 에이스로 깜짝 활약하였다. 컷 패스트볼로 활약하다가 5월 말부터 급격히 밸런스가 무너져 부진을 거듭하며 올스타전이 끝나고 2군에 합류하였다. 2달 뒤에 1군에 복귀한 금민철은 9월 3경기에 출전해 11 2/3이닝 동안 2실점만을 내주는 호투로 다음 시즌 전망을 밝게 하였다. 이를 바탕으로 그는 2011년에는 전 구단 상대 승리 투수를 목표로 삼았으나, 팔꿈치 부상을 당해 시즌을 마감한 후 공익근무요원으로 복무했다.
- 마일영의 트레이드 전후 성적 변화[144]

| 연도 | 팀명     | 평균자책 | 경기수 | 승 | 패 | 세 | 홀드 | 완투 | 완봉 | 이닝   | 피안타 | 피홈런 | 4사구 | 탈삼진 | 실점 | 자책점 |
| ---- | -------- | -------- | ------ | -- | -- | -- | ---- | ---- | ---- | ------ | ------ | ------ | ----- | ------ | ---- | ------ |
| 2009 | 히어로즈 | 6.93     | 27     | 5  | 8  | 0  | 1    | 0    | 0    | 97 1/3 | 127    | 17     | 51    | 51     | 76   | 75     |
| 2010 | 한화     | 7.01     | 47     | 1  | 3  | 2  | 10   | 0    | 0    | 43 2/3 | 51     | 9      | 21    | 26     | 37   | 34     |

마일영을 데려간 한화 이글스는 주축 선수의 전력 이탈에 최하위인 8위를 기록하였다. 마일영은 평균자책 7점대에 이를 정로도 극도로 부진한 모습을 보이며 기대에 부응하지 못했다.
- 마정길의 트레이드 전후 성적 변화[145]

| 연도 | 팀명 | 평균자책 | 경기수 | 승 | 패 | 세 | 홀드 | 완투 | 완봉 | 이닝   | 피안타 | 피홈런 | 4사구 | 탈삼진 | 실점 | 자책점 |
| ---- | ---- | -------- | ------ | -- | -- | -- | ---- | ---- | ---- | ------ | ------ | ------ | ----- | ------ | ---- | ------ |
| 2009 | 한화 | 4.97     | 54     | 0  | 0  | 1  | 7    | 0    | 0    | 50 2/3 | 61     | 6      | 30    | 39     | 31   | 28     |
| 2010 | 넥센 | 3.04     | 58     | 3  | 2  | 0  | 2    | 0    | 0    | 56 1/3 | 51     | 6      | 34    | 43     | 23   | 19     |

사이드암 투수 마정길은 2009년의 부진을 딛고 넥센의 불펜에서 56과 1/3이닝을 던지며 3점대 초반 방어율로 넥센 마운드에 버팀목이 되면서 명예 회복에 성공했다. 2011 시즌에는 불의의 사고로 무릎 부상을 당해 8월 중반에 시즌을 마감하였다 별명에 걸맞은 마당쇠 같은 역할을 해내며 오히려 마일영보다 뛰어난 활약을 펼쳤다.
- 황재균의 트레이드 전후 성적 변화[147]

| 연도 | 소속     | 경기 | 타수 | 득점 | 안타 | 2루타 | 3루타 | 홈런 | 타점 | 도루 | 희생타 | 4구 | 사구 | 삼진 | 병살타 | 타율  | 장타율 | 출루율 |
| ---- | -------- | ---- | ---- | ---- | ---- | ----- | ----- | ---- | ---- | ---- | ------ | --- | ---- | ---- | ------ | ----- | ------ | ------ |
| 2009 | 히어로즈 | 133  | 539  | 86   | 152  | 27    | 5     | 18   | 63   | 30   | 6      | 55  | 3    | 100  | 11     | 0.284 | 0.349  | 0.453  |
| 2010 | 넥센     | 52   | 169  | 26   | 38   | 5     | 0     | 2    | 21   | 12   | 1      | 22  | 2    | 33   | 6      | 0.225 | 0.315  | 0.290  |
| 2010 | 롯데     | 42   | 137  | 15   | 31   | 9     | 3     | 4    | 19   | 6    | 4      | 10  | 2    | 40   | 4      | 0.226 | 0.289  | 0.423  |
| 2011 | 롯데     | 117  | 398  | 62   | 115  | 18    | 4     | 12   | 68   | 12   | 3      | 40  | 9    | 78   | 9      | 0.289 | 0.360  | 0.445  |

황재균은 이적 초기 부진에 빠지며 소속팀을 애태우게 하였다. 이적 후 0.226의 타율에 31안타, 4홈런, 19타점에 올리는데 그친 황재균은 정규 시즌 성적은 부진했지만 부상과 부진을 약간 털어내고 3루수와 유격수를 번갈아가며 맡으며 불안했던 롯데의 내야진에 보탬이 되었다. 롯데의 4강 플레이오프 진출에 공헌한 황재균은 두산과의 준 플레이오프에서도 비록 팀은 탈락했지만  환상적인 호수비로 롯데의 1,2차전 승리의 1등 공신이 되었다. 이후 2011 시즌에는 이대호가 1루수로 다시 포지션을 바꾸고 3루수로 완전히 정착한 황재균은 안정적인 성적을 기록하여 롯데의 정규시즌 2위에 기여하였다.
- 김민성의 트레이드 전후 성적 변화[152]

| 연도 | 소속 | 경기 | 타수 | 득점 | 안타 | 2루타 | 3루타 | 홈런 | 타점 | 도루 | 희생타 | 4구 | 사구 | 삼진 | 병살타 | 타율  | 장타율 | 출루율 |
| ---- | ---- | ---- | ---- | ---- | ---- | ----- | ----- | ---- | ---- | ---- | ------ | --- | ---- | ---- | ------ | ----- | ------ | ------ |
| 2009 | 롯데 | 114  | 327  | 51   | 81   | 17    | 0     | 4    | 37   | 5    | 8      | 48  | 4    | 72   | 8      | 0.248 | 0.349  | 0.336  |
| 2010 | 롯데 | 43   | 86   | 17   | 22   | 3     | 0     | 2    | 8    | 1    | 5      | 9   | 5    | 16   | 3      | 0.256 | 0.360  | 0.360  |
| 2010 | 넥센 | 37   | 94   | 9    | 14   | 1     | 0     | 0    | 4    | 0    | 8      | 9   | 6    | 25   | 3      | 0.149 | 0.264  | 0.160  |
| 2011 | 넥센 | 124  | 314  | 37   | 74   | 10    | 1     | 4    | 23   | 12   | 22     | 26  | 9    | 51   | 4      | 0.236 | 0.311  | 0.312  |

트레이드 초반 김민성은 넥센에서 좋은 수비로 내야 경쟁 속에서 백업 멤버와 주전 2루수를 오가며 활약하였지만 트레이드 여파로 롯데에 있을 때 보다 못한 성적을 기록하며 부진의 늪에 빠졌다. 이후 2011년에는 주전 2루수로 도약하였지만 기대보다 못한 성적을 기록하였고, 3루수로 전업한 2013 시즌에 전 경기를 출장하며 넥센의 사상 첫 포스트시즌 진출을 이끌게 되었다. 한편 김민성과 함께 트레이드된 김수화는 2군에서도 부진하며 아무런 인상을 주지 못하고 시즌을 마무리한 후, 2011 시즌 후 임의탈퇴되었다.
- 고원준의 트레이드 전후 성적 변화[156]

| 연도 | 팀명 | 평균자책 | 경기수 | 승 | 패 | 세 | 홀드 | 완투 | 완봉 | 이닝  | 피안타 | 피홈런 | 4사구 | 탈삼진 | 실점 | 자책점 |
| ---- | ---- | -------- | ------ | -- | -- | -- | ---- | ---- | ---- | ----- | ------ | ------ | ----- | ------ | ---- | ------ |
| 2010 | 넥센 | 4.12     | 30     | 5  | 7  | 0  | 0    | 0    | 0    | 131   | 123    | 15     | 73    | 87     | 64   | 60     |
| 2011 | 롯데 | 4.19     | 36     | 9  | 7  | 2  | 0    | 3    | 2    | 152.2 | 163    | 15     | 66    | 85     | 77   | 71     |

2010년에 선발로 가능성을 보여준 고원준은 롯데로 트레이드 이후 2011년 시즌 초에 선발과 마무리를 오가는 등 혹사 논란이 있었으나, 김사율이 마무리로 정착한 이후 5월 28일 KIA전에서 생애 첫 완봉승을 거두는 등 9승 7패 2세이브와 함께 두번의 완봉승을 기록하며 롯데의 정규시즌 2위에 기여하였다.
- 이정훈의 트레이드 전후 성적 변화[159]

| 연도 | 팀명 | 평균자책 | 경기수 | 승 | 패 | 세 | 홀드 | 완투 | 완봉 | 이닝 | 피안타 | 피홈런 | 4사구 | 탈삼진 | 실점 | 자책점 |
| ---- | ---- | -------- | ------ | -- | -- | -- | ---- | ---- | ---- | ---- | ------ | ------ | ----- | ------ | ---- | ------ |
| 2010 | 롯데 | 6.85     | 43     | 3  | 9  | 1  | 5    | 0    | 0    | 46   | 56     | 4      | 28    | 27     | 39   | 35     |
| 2011 | 넥센 | 3.78     | 44     | 3  | 3  | 1  | 7    | 0    | 0    | 52.1 | 50     | 1      | 28    | 31     | 24   | 22     |

2010년 초반에 재발한 무릎 부상으로 인해 부진한 성적을 기록한 이정훈은 이적 후 시즌 초반에 좋은 성적을 기록하며 넥센 마운드의 필승조로 거듭나게 되었다. 이후 5월-6월에 부진한 성적을 기록하였지만 8월 이후에 2.25의 평균자책점을 기록하며 시즌을 3승 3패 1세이브 7홀드 평균자책점 3.78의 좋은 성적으로 끝마치게 되었다.
- 송신영의 트레이드 전후 성적 변화[161]

| 연도 | 팀명 | 평균자책 | 경기수 | 승 | 패 | 세 | 홀드 | 완투 | 완봉 | 이닝 | 피안타 | 피홈런 | 4사구 | 탈삼진 | 실점 | 자책점 |
| ---- | ---- | -------- | ------ | -- | -- | -- | ---- | ---- | ---- | ---- | ------ | ------ | ----- | ------ | ---- | ------ |
| 2010 | 넥센 | 4.21     | 65     | 5  | 5  | 1  | 14   | 0    | 0    | 77   | 75     | 5      | 47    | 63     | 38   | 36     |
| 2011 | 넥센 | 2.36     | 43     | 3  | 1  | 9  | 7    | 0    | 0    | 49.2 | 48     | 3      | 22    | 40     | 14   | 13     |
| 2011 | LG   | 1.99     | 19     | 0  | 2  | 10 | 0    | 0    | 0    | 22.2 | 19     | 1      | 7     | 40     | 5    | 5      |
| 2012 | 한화 | 4.94     | 24     | 1  | 3  | 0  | 2    | 0    | 0    | 23.2 | 37     | 3      | 13    | 17     | 16   | 13     |

송신영은 이적 후 첫 등판에서 세이브, 두 번째 등판에선 역전 홈런을 맞으며 블론 세이브 및 패전, 그리고 세 번째 등판에서는 다시 세이브를 기록하며 이적 초반 들쑥날쑥한 경기력을 보여 주었다. 그러나 곧 안정을 되찾으며 4강 싸움을 하던 LG의 허약한 불펜에 힘을 실어 줬다. 시즌 종료 후 성적은 19경기에 나서 10세이브에 1.99의 평균자책을 기록했다. LG는 6위로 시즌을 마감했지만, 송신영은 넥센 시절보다 더 좋은 성적을 거둬 트레이드 성공작이라는 평을 받았지만 시즌이 끝난 후 FA 입장 차이를 보여 LG와 결별하고 한화로 이적했다.
기대와는 달리 한화에서 부진한 기록을 나타낸 송신영은 한 시즌만에 NC 다이노스로 전력보강 지명을 받아 이적했다가 2013년 초 지석훈 등을 상대로 다시 트레이드되어 친정 팀 넥센 히어로즈에 복귀하였다.
송신영과 함께 LG로 트레이드 된 김성현은 8월 21일 삼성 라이온즈와의 경기에서 이적 이후 첫 승을 거두는 등 5선발로의 가능성을 보여주었지만, 시즌 이후 승부조작 사건에 연루되며 KBO 리그에서 영구제명되었다.
- 박병호의 트레이드 전후 성적 변화[166]

| 연도 | 소속 | 경기 | 타수 | 득점 | 안타 | 2루타 | 3루타 | 홈런 | 타점 | 도루 | 희생타 | 4구 | 사구 | 삼진 | 병살타 | 타율  | 출루율 | 장타율 |
| ---- | ---- | ---- | ---- | ---- | ---- | ----- | ----- | ---- | ---- | ---- | ------ | --- | ---- | ---- | ------ | ----- | ------ | ------ |
| 2010 | LG   | 78   | 160  | 25   | 30   | 4     | 0     | 7    | 22   | 5    | 2      | 29  | 2    | 55   | 5      | 0.188 | 0.305  | 0.344  |
| 2011 | LG   | 15   | 16   | 3    | 2    | 1     | 0     | 1    | 3    | 0    | 0      | 1   | 0    | 9    | 0      | 0.125 | 0.177  | 0.375  |
| 2011 | 넥센 | 51   | 185  | 28   | 49   | 10    | 2     | 12   | 28   | 2    | 0      | 25  | 2    | 25   | 5      | 0.265 | 0.357  | 0.535  |
| 2012 | 넥센 | 133  | 469  | 76   | 136  | 34    | 0     | 31   | 105  | 20   | 0      | 76  | 11   | 111  | 6      | 0.290 | 0.393  | 0.561  |

박병호는 이적한 후 김시진 감독의 절대적인 믿음 아래, 4번 타자를 꿰차고 12홈런 28타점에 2할 6푼 5리를 기록했으며, 이는 2011년 시즌 중 이적하기 전 LG 시절 1홈런에 불과했던 성적을 훌쩍 뛰어넘는 것이었다. 그리고 이듬해 박병호는 전 경기를 출장하며 홈런왕과 함께 정규 시즌 MVP를 차지하였고 한국프로야구를 대표하는 오른손 강타자로 성장했다. 함께 트레이드된 심수창은 넥센으로 이적한 후에 1패를 더 기록하며 최다 연패 기록을 18연패로 늘렸으나, 2011년 8월 9일 롯데 자이언츠와의 원정 경기에서 승리 투수가 되며 18연패를 마감했다.

## 트레이드 목록
- 트레이드의 날짜는 KBO의 트레이드 승인 일시를 기준으로 한다.

| 날짜             | 자구단 (A) | A → B                  | 타구단 (B) | B → A                   | 실제 금액 | 비고                                                                          |
| ---------------- | ---------- | ---------------------- | ---------- | ----------------------- | --------- | ----------------------------------------------------------------------------- |
| 2008년 11월 14일 |            |                        |            |                         |           | 삼성 라이온즈와 "장원삼 ↔ 30억원 + 박성훈" 트레이드 성사 후 KBO의 불허로 취소 |
| 2009년 12월 30일 | 히어로즈   | 장원삼                 | 삼성       | 박성훈, 김상수 + 20억원 | 35억원    | 대형 3인 트레이드                                                             |
| 2009년 12월 30일 | 히어로즈   | 이현승                 | 두산       | 금민철 + 10억원         | 30억원    | 대형 3인 트레이드                                                             |
| 2009년 12월 30일 | 히어로즈   | 이택근                 | LG         | 박영복, 강병우 + 25억원 | 38억원    | 대형 3인 트레이드                                                             |
| 2010년 3월 12일  | 넥센       | 마일영                 | 한화       | 마정길 + 3억원          | 12.5억원  |                                                                               |
| 2010년 7월 22일  | 넥센       | 황재균                 | 롯데       | 김민성, 김수화          | 20억원    | 시즌 중 맞트레이드                                                            |
| 2010년 12월 22일 | 넥센       | 고원준                 | 롯데       | 박정준, 이정훈          | 19억원    |                                                                               |
| 2011년 7월 31일  | 넥센       | 송신영, 김성현         | LG         | 심수창, 박병호          | 15억원    | 시즌 중 맞트레이드                                                            |
| 2012년 5월 2일   | 넥센       | 전유수                 | SK         | 최경철                  |           | 시즌 중 맞트레이드                                                            |
| 2012년 7월 9일   | 넥센       | 오재일                 | 두산       | 이성열                  |           | 시즌 중 맞트레이드                                                            |
| 2012년 11월 20일 | 넥센       | 임창민, 차화준         | NC         | 김태형                  | 7억원     | 시즌 중 맞트레이드                                                            |
| 2013년 4월 18일  | 넥센       | 박정준, 지석훈, 이창섭 | NC         | 송신영, 신재영          |           | 시즌 중 맞트레이드                                                            |
| 2013년 4월 25일  | 넥센       | 최경철                 | LG         | 서동욱                  |           | 시즌 중 맞트레이드                                                            |
| 2013년 11월 26일 | 넥센       | 장민석                 | 두산       | 윤석민                  |           |                                                                               |
| 2014년 2월 11일  | 넥센       | 조중근                 | kt         |                         |           | 무상 트레이드                                                                 |
| 2014년 4월 10일  | 넥센       | 김병현                 | KIA        | 김영광                  | 5억원     | 시즌 중 맞트레이드                                                            |
| 2015년 4월 8일   | 넥센       | 이성열, 허도환         | 한화       | 양훈                    |           | 시즌 중 맞트레이드                                                            |
| 2016년 3월 22일  | 넥센       | 김대우                 | 삼성       | 채태인                  |           |                                                                               |
| 2016년 4월 6일   | 넥센       | 서동욱                 | KIA        |                         |           | 무상 트레이드, 시즌 중 트레이드                                               |
| 2017년 3월 17일  | 넥센       | 강윤구                 | NC         | 김한별                  | 1억원     |                                                                               |
| 2017년 5월 18일  | 넥센       | 김택형                 | SK         | 김성민                  |           | 시즌 중 트레이드                                                              |
| 2017년 7월 7일   | 넥센       | 윤석민                 | kt         | 정대현, 서의태          | 5억원     | 시즌 중 트레이드                                                              |
| 2017년 7월 31일  | 넥센       | 김세현, 유재신         | KIA        | 이승호, 손동욱          |           | 트레이드 기한 마지막 날 트레이드                                              |
| 2018년 1월 12일  | 넥센       | 채태인                 | 롯데       | 박성민                  | 2억원     |                                                                               |

## 반응 및 평가
2008년 11월 14일, 장원삼이 삼성 라이온즈로 트레이드가 성사되었다는 기사가 나오자 일각에서는 주축 선수를 팔아서 구단을 운영하는 히어로즈의 행태와 그런 팀의 기둥을 빼오는 삼성 라이온즈에 엄청난 비난을 쏟아냈다. 그들은 예전에 주축 선수를 팔아 자금을 모았던 쌍방울 레이더스의 예를 들며, 히어로즈도 조만간 해체할 수도 있다고 큰 우려를 했다.  이와 같은 사태를 접한 누리꾼들은 히어로즈와 삼성의 행태에 엄청난 비난을 쏟아냈다. 누리꾼들은 히어로즈의 모기업 격이자 창단 초기에 선수 판매로 연명하지 않겠다고 약속했던 센테니얼 인베스트먼트에 비난을 쏟아내었고, 삼성 라이온즈 또한 장원삼의 영입을 위해 꾸준히 추파를 던져왔던 것으로 알려져 누리꾼들의 비난의 화살을 피하지 못하였다. 이 트레이드는 곧바로 해당 두 구단을 제외한 나머지 6개 구단의 엄청난 반발을 불러왔다. 그들은 한 목소리로 트레이드를 보류해야 한다고 입을 모았다.  아시아 시리즈를 치르고 있었던 SK 와이번스의 감독인 김성근 감독은 일본 현지에서 그 소식을 접하고는 큰 우려를 하였다. 김성근 감독은 선수를 팔아서 구단을 운영하다 공멸하였던 쌍방울 레이더스의 감독이였다.
이 사태로 매년 스토브 리그를 뜨겁게 했던 ‘큰손’ LG 트윈스 또한 삼성과 히어로즈를 강력히 비난하였다. 누리꾼 사이에서도 갑론을박하며 히어로즈의 행태가 “어쩔 수 없다”는 의견과 “곧 공멸할 것이다”라는 반대 입장이 맞섰다. 선수협은 “트레이드 거부권 달라”고 요구하기도 하였으며, 6개 구단은 보이콧까지 불사하겠다는 태도를 보였다.
2009 시즌이 끝난 2009년 12월에는 장원삼이 재차 트레이드 대상이 되었고, 또한 국가대표팀을 지낸 이택근과 에이스 역할을 했던 이현승이 트레이드 계획에 포함되었다. 이에 네티즌들은 비난을 쏟아내었고, 전·현직 KBO 리그 선수들의 모임인 일구회는 성명을 내어 히어로즈의 트레이드를 비난하였다. 김시진 감독은 “사전에 협의한 내용이다”라고 하면서도 “사라지고 싶다”며 억울한 현실에 답답함을 호소하였다. 그러고는 나머지 7개 구단이 모두 접촉했었다며, 동업자 정신의 소멸을 우려하였다. 또한 LG 트윈스와 두산 베어스는 앞선 장원삼 사태 때 양 구단을 비난했으나, 사실 자기 구단도 히어로즈에게 접촉한 사실이 밝혀지고 결국 트레이드가 성사되며 문제가 되기도 하였다.
2009년 12월의 트레이드로 KBO는 2010년 말까지 히어로즈의 현금 트레이드를 금지시켰었는데, 이와는 다르게 2010년 3월에 진행된 한화 이글스와의 마일영 트레이드는 승인하면서 모순적이라는 비판을 받았다. 이에 KBO는 히어로즈가 메인 스폰서를 구해 재정적으로 넉넉해져서 문제 없는 전력 보강 트레이드로 보았고, 한화의 한대화 감독 또한 현금 트레이드가 아닌 전력 강화를 위한 트레이드라며 비난을 일축하였다.
2010년 7월, 2010 시즌의 전반기가 끝나갈 무렵 성사된 롯데 자이언츠와의 트레이드에서 KBO가 트레이드를 보류했다가 다음 날 승인한데에 대해 비판이 쏟아졌다. 상당수의 야구 팬들과 전문가들은 이미 전력의 핵심들이 다 빠져나가고 넥센이 트레이드 불가로 못박아두었던 황재균이 트레이드되자 적잖은 충격에 휩싸였고, KBO에 트레이드 승인은 모순점이 있다고 비판하기도 하였다. 또한 미래에 진행될 트레이드에 대해 우려를 표하기도 하였으며, 올스타 3루수를 백업요원과 2군 투수와 맞바꾼 트레이드의 타당성에 대해 의심하며 5명의 주전이 트레이드 된 상황의 넥센의 미래를 걱정하기도 하였다. 나아가 경기 운영에 직접적인 영향을 끼치는 선수 트레이드를 구단 차원에서 진행하며 감독이나 코칭스태프 등의 현장의 소리를 전혀 반영하지 않았다며 질책하는 목소리도 이어졌다. 황재균과 입단 동기생인 강정호는 이 트레이드에 우려와 아쉬움을 나타내며 주축선수들이 빠져나가는 것에 대한 불만을 표시하였고, 일부 넥센 팬들은 무관중 운동이나 플래카드로 트레이드에 대한 항의를 하기도 하였다.
전화위복으로 넥센은 기존 선수들이 나가면서 새로운 선수들을 대거 시험해보며 시즌을 운영해갔고 덕분에 고원준, 김성현 등 쟁쟁한 투수들을 배출하며 다음 시즌을 기대할 수 있게 되었는데, 넥센의 김시진 감독은 기존 선수들이 계속 있었으면 젊은 선수들을 과감히 기용하지 못했을 것이라고 설명하며 트레이드의 전화위복으로 삼았다. 그러나 다음 시즌에 고원준과 김성현도 트레이드로 각각 롯데, LG로 자리를 옮겼다.
2010년 12월에 넥센이 트레이드 불가 방침을 밝힌 두 선수, 손승락과 강정호의 트레이드가 진행되고 있음이 알려지면서 야구팬의 비난을 받았다. 넥센은 현금 트레이드 시도를 부인했지만 제 9, 10 구단 창단 작업이 진행되는 동안 야구계에 안좋은 영향을 미칠 수 있다는 지적을 받았다. 또한 현금 트레이드가 아니라도 팀의 핵심선수를 팔아 전력보강을 한다는 측면도 말이 안되는 변명이라는 시각도 있다.
또한 2011년 7월 31일에 진행된 송신영, 김성현과 심수창, 박병호의 2대2 트레이드도 트레이드 당시에는 평균자책점 2점대로 10년이 넘게 현대-히어로즈에서 활약한 송신영과 트레이드 당일날 승리를 기록한 유망주 김성현과 만년 유망주로 2군에서 머물던 박병호와 당시에 17연패를 기록한 심수창을 바꿔 많은 비난을 불러 일으켰다. 그러나 2012년 2월에 김성현이 박현준과 함께 승부조작으로 영구제명 처분을 받고, 2011년 FA 시장에서 송신영이 FA를 선언하여 한화 이글스로 떠나면서 LG에겐 실패한 트레이드가 되고 말았다. 더욱이 박병호는 2012년 시즌에서 넥센의 4번타자로 활약하며 홈런, 타점, 장타율 부문에서 1위를 차지하고 골든글러브와 MVP를 모두 차지함으로써 LG 팬들의 속을 더욱 쓰리게 하였다.

## 에피소드

### 2010년 올스타전
2010년 7월 24일에 대구시민운동장 야구장에서 열린 올스타전에서 황재균은 넥센의 불펜 투수 손승락을 상대로 9회말 끝내기 안타를 뽑아내어 이스턴리그의 승리에 일조했다. 아이러니한 상황에서 패전 투수가 된 손승락은 불과 며칠 전까지 한솥밥을 먹던 황재균 선수를 가장 먼저 달려가 축하해주었다.
2010년 10월 13일, 2010년 플레이오프에 나선 삼성 라이온즈와 두산 베어스의 5차전에서 넥센 히어로즈에서 트레이드된 장원삼과 이현승이 구원투수로 맞대결을 펼쳐 큰 관심을 모았다. 선발투수 차우찬과 켈빈 히메네스가 실점하며 조기 강판되자 경기는 불펜 야구의 양상으로 흘렀고, 장원삼과 이현승은 각각 6회에 팀의 4번째 투수로 등판하며 넥센 출신 선수들이 마운드를 동시에 지키는 진풍경이 연출되었다. 장원삼은 6회초부터 경기가 끝나는 11회까지 6이닝 동안 1피안타 3삼진에 무실점의 무결점투를 보여주며 3차전의 부진을 완벽히 씻어냈다. 두산 불펜의 부진에 5:5 동점을 허용한 가운데 위기에 몰린 고창성을 구원하기 위해 등판한 이현승은 6회말의 위기를 넘기며 활약을 시작하였다. 위기도 맞았지만 결정적인 삼진을 잡아내며 3 2/3이닝을 1피안타 7삼진의 완벽한 투구로 10회 초 1아웃까지 잡아내고 내려갔다. 시즌 개인 최다 탈삼진으로 완벽한 투구를 펼쳤지만 팀의 패배로 빛이 바랬고, 장원삼은 승리투수가 되면서 팀이 역전승을 거둬 한국시리즈에 진출하는 디딤돌을 놓았다.

### 2011년 LG 스토브리그
2011년 시즌을 마친 LG의 이택근은 FA 자격을 취득했다. 이택근은 넥센 히어로즈에서 트레이드된 2010년 시즌부터 2년간 고질적인 허리 부상과 무릎 수술로 인한 부진으로 인해 176경기만을 뛰며 타율 0.300, 18홈런, 79타점, 24도루 등 준수하나 LG의 기대에 못 미치는 성적을 거뒀다. 이택근은 구단과 팬들의 기대에 부응하지 못한 성적으로 인한 미안함으로 인해 협상 전부터 LG에 남겠다는 뜻을 밝혔다. 2011년 11월 14일, 우선 협상권을 쥐고 있는 소속 구단 LG는 이택근과의 첫 FA 협상에서 3+1년의 계약 기간에 이택근의 성적 부진으로 인한 적은 금액을 제시했다. 4년의 계약 기간을 원했던 이택근은 제시받은 연봉과 계약금 부분에서도 큰 실망감을 드러내며 잔류 의사를 밝혔음에도 노골적으로 반발했다. LG의 제시 금액이 3+1년간 27억이라고 밝혀졌고, 이택근은 그보다 많이 원하는 것으로 알려졌다. LG 트윈스는 11월 19일까지 구단의 FA 신청자 4명의 선수들 중 이상열을 제외한 나머지 세 명의 선수인 이택근, 주전 포수 조인성, 또 그 해 넥센에서 트레이드 해온 불펜 투수 송신영과 모두 계약에 실패하며 협상이 결렬되었다. 세 차례의 구단과의 협상에서 감정이 상한 이택근은 "마음이 통하는 구단으로 가고 싶다"며 LG와의 협상 실패에 대한 심정을 밝혔다. 타 구단과의 FA 협상 첫 날인 20일에 이택근은 곧바로 FA 계약을 맺었는데, 그 구단은 바로 친정 팀 넥센 히어로즈였다. 주축 선수들을 팔면서 부족한 자금 조달에 바빴던 넥센은 이택근에게 무려 계약 기간 4년에 계약금 16억원, 연봉 7억원, 플러스 옵션 6억원 등 총액 50억원이라는 거액을 제시하며 계약에 성공해서 큰 파장을 일으켰다. 넥센 구단의 이장석 사장은 LG와의 협상이 결렬된 이택근에게 곧바로 찾아가 요구 조건을 모두 들어 주며 계약을 성공시켰다. 이택근 또한 친정 팀인 넥센에게 큰 매력을 느껴 크게 고민하지 않고 계약서에 사인했다. FA 몸값인 50억은 KBO 리그 FA 계약 역사에서 2004년 현대 유니콘스에서 삼성 라이온즈로 이적한 심정수의 60억원 다음으로 큰 액수다. 넥센은 이택근의 영입으로 역시 트레이드를 통해 이적해 온 박병호, 주전 유격수 강정호와 함께 이니셜을 본뜬 "LPG"라고 불리는 강력한 중심 타선을 구축하게 되었으며, 김시진 감독 또한 이택근의 합류에 기뻐하며 박병호를 3루에 세워 이택근 활용도를 높일 수 있도록 구상을 완료하였다. 하지만 박병호는 1루에 고정되고, 대신 현역으로 군 복무를 마치고 넥센의 입단 테스트를 받아 이적한 서건창에게 2루를 내준 김민성이 3루로 이동하여 넥센의 내야진이 완성됐다.
창단 이후 첫 FA 영입으로 넥센은 구단의 재정적 안정을 대외에 알릴 수 있게 되었다. 과도한 금액을 배팅했다는 여론 때문에 이택근을 트레이드용으로 다른 구단을 대신해 영입했다는 소문에 대해 이장석 대표는 터무니 없다며 일축했다. 그는 넥센이 창단한지 4년이 넘어 재정적으로 부족함이 없고, 이택근이 팀의 중고참으로서 타선의 중심이 되어주길 기대해 거액을 제시한 것이라 밝히며, 트레이드 소문은 사실이 아니라 말했다. 이택근 또한 친정팀으로의 복귀를 기뻐하며 자신이 다소 과한 금액을 받았다는 점을 인정했다. 또한 자신이 연루된 좋지 않은 소문들을 일축하며 "구단에 큰 도움이 되고 싶다"고 넥센 복귀 포부를 밝혔다. 한편, LG는 이택근에 대한 보상 선수로 좌투수 윤지웅을 지명했다.
2011년에 LG로 트레이드된 송신영은 LG에서 뛴 지 1년도 안 된 상태에서 FA를 신청했다. 송신영은 "LG에서 은퇴하고 싶다"는 의견을 밝히며 잔류에 대한 강한 뜻을 보여줬다. LG의 신임 감독 김기태는 송신영을 잡을 것을 구단에 요청하며 2012년 시즌에 마무리로 기용할 뜻임을 밝혔다. 그러나 송신영도 LG가 제시한 조건에 만족하지 않아 LG와의 협상 결렬을 발표하고 FA 시장에 뛰어들었다. 송신영은 1억 5천만원의 비교적 적은 연봉을 받아 FA로 인한 보상금 또한 적어 넥센, KIA 타이거즈를 비롯한 여러 팀들이 노리고 있는 베테랑 투수였다. 송신영은 LG와의 네 차례 협상에서의 서운한 감정을 드러내며 "가슴으로 다가오는 팀과 협상"하겠다고 공언하였다.
송신영 또한 이택근과 마찬가지로 타 구단과의 협상 날짜가 시작되자마자 한화 이글스와 FA를 성사시켰다. 계약 조건은 계약 기간 3년 동안 계약금 4억원, 연봉 3억원에 총액 13억원으로, 플러스 옵션이 붙어있다. 한화의 이상군 팀장은 20일이 자정이 넘자마자 송신영을 찾아가 협상을 벌였고, 송신영도 자신을 애타게 찾아와 준 한화 구단의 성의에 감동해 계약이 수월히 진행되었다. 직접 구단에 송신영을 잡으라 요청했었던 한대화 감독은 이 FA 영입에 큰 만족감을 들어냈고, 그는 송신영에게 바티스타, 박정진과 함께 한화 마운드의 허리를 책임질 셋업맨 역할을 맡겼다. 한편, LG는 송신영에 대한 보상 선수로 포수 나성용을 데려갔다.
LG는 넥센과의 트레이드로 영입한 이택근과 송신영을 채 제대로 써보지도 못하고 FA로 내보내면서 팬들의 큰 질타를 받았다. 이택근 영입 때는 선수 두 명과 현금 25억원을 내줬고, 여기에 뒷돈이 오갔다는 설까지 내돌았었다. 2011년 7월 31일에 트레이드된 송신영은 박병호와 심수창까지 내줄 정도로 공을 들였고 송신영은 그에 걸맞은 활약을 펼쳤으나, 그에 대한 보람도 없이 4개월도 안 돼 그를 놓치고 말았다. 특히 이택근은 트레이드에서 현금을 얻어간 넥센으로 복귀하는 등 LG는 큰 손해를 보며 2011년 스토브리그를 실패로 마쳤다. 거기에 송신영과 함께 트레이드로 데려온 김성현마저 2012년 시즌 시작 전 경기조작 사건으로 잃게 되어 LG에게 실패한 트레이드가 되고 말았다.

## 같이 보기
- 넥센 히어로즈
- KBO 리그
- 현대 유니콘스
- 고척 스카이돔